# 乔罗沃达
乔罗沃达是阿尔巴尼亚培拉特州的城镇及旧市镇。在2015年地方政府改革中成为斯克拉巴里市镇的一个行政分区及该市镇的行政中心。2011年时该镇的人口数量为4,051人。镇名来源于意为“黑水”的保加利亚语单词。该镇为原斯克拉巴里区的行政中心。